# Global System for Mobile Communications

Il logo GSM

Global System for Mobile Communications 2G (in italiano Sistema globale per comunicazioni mobili, o GSM) è uno standard di seconda generazione di telefonia mobile  approvato dall'Ente Europeo di Standardizzazione (ETSI).
Si tratta di uno standard aperto sviluppato dalla conferenza europea delle amministrazioni delle Poste e delle Telecomunicazioni (CEPT), formalizzato dall'Istituto europeo di standard telecomunicativi (ETSI) e reso operativo dal consorzio 3GPP. Al 2017 era il più diffuso al mondo con più di 3 miliardi di persone in 200 Stati.

## Storia
La sigla GSM è l'acronimo del gruppo francese che ne curò lo sviluppo originale (Groupe Spécial Mobile).
Lo standard si basa sull'algoritmo sviluppato da Andrew Viterbi di codifica delle trasmissioni digitali, utilizzato tra l'altro per lo sviluppo dei sistemi telemetrici che permisero il lancio dei primi satelliti Explorer, e del CDMA, lo standard di trasmissione dell'UMTS.
In seguito si decise di mantenere la stessa sigla, cambiandone però il significato.
In origine il gruppo francese fu sponsorizzato dalla CEPT. Le specifiche di base del GSM furono definite nel 1987: il 7 settembre di quell'anno venne inoltre ratificato a Copenaghen un accordo multilaterale tra 13 paesi europei per la diffusione del sistema. Nel 1989 l'ETSI assunse il controllo del progetto e ne pubblicò le specifiche complete in un volume di 6 000 pagine. La prima telefonata GSM su rete commerciale avvenne nel 1991, tra l'allora primo ministro finlandese Harri Holkeri e Kaarina Suonio vice sindaco della città di Tampere. La prima rete GSM fu costruita da Telenokia e Siemens – l'odierna Nokia Networks – per conto dell'operatore finlandese Radiolinja oggi Elisa Oyj.
Nel 1998 fu creato il consorzio 3GPP (3rd Generation Partnership Project), con lo scopo iniziale di definire le specifiche tecniche dei dispositivi mobili di terza generazione (vedi UMTS). Di fatto il 3GPP si sta occupando anche della manutenzione e dello sviluppo delle specifiche GSM. ETSI è uno dei partner del consorzio 3GPP.
In Italia, in seguito a un provvedimento dell'8 ottobre 1992 dell'Ispettorato Generale delle Telecomunicazioni, viene autorizzata la SIP all'avvio commerciale del servizio GSM, in via provvisoria e limitatamente a un'utenza amica. L'anno seguente, in seguito a rimostranze di altre società (e dell'Unione europea stessa), per non aver aperto alla concorrenza i servizi di telefonia radiomobile (sistemi TACS e GSM), verrà emesso un provvedimento che dichiarerà l'illegittimità di una gestione esclusiva del servizio, aprendo ad altri gestori.

## Caratteristiche generali
L'introduzione del GSM ha rappresentato una vera e propria rivoluzione nell'ambito dei sistemi di telefonia cellulare. Fondamentalmente i numerosi vantaggi rispetto ai precedenti sistemi cellulari sono stati:
- interoperabilità tra reti diverse che fanno capo a un unico standard internazionale;
- comunicazione di tipo digitale.

L'introduzione di una trasmissione di tipo digitale a sua volta porta con sé tre grosse e importanti conseguenze:
- maggiore velocità di trasmissione grazie alle tecniche di compressione dati proprie della codifica di sorgente (codifica LPC);
- nuovi più ampi servizi (es. SMS) grazie all'aumento della velocità di trasmissione;
- funzioni di sicurezza in termini di cifratura della comunicazione.

La tecnologia alla base del GSM è significativamente diversa dalle precedenti (es. TACS) soprattutto per il fatto che sia il canale di identificazione sia quello di conversazione supportano una comunicazione digitale. Per questo motivo il nuovo standard è stato lanciato sul mercato come sistema di telefonia mobile di seconda generazione (o più sinteticamente 2G).
Questa caratteristica di base significa che la possibilità di scambiare dati, oltre che conversazioni, è già stata implementata fin dall'inizio dello sviluppo del nuovo sistema.
La diffusione universale dello standard GSM ha fatto sì che la maggior parte degli operatori internazionali di telefonia mobile stipulassero fra di loro accordi per l'effettuazione del cosiddetto roaming (commutazione automatica fra diverse reti) grazie all'interoperabilità offerta dallo standard stesso.
Il maggior punto di forza del sistema GSM è stata la possibilità, da parte degli utenti, di accedere a tutta una serie di nuovi servizi a costi molto contenuti. Ad esempio lo scambio di messaggi testuali (SMS) è stato sviluppato per la prima volta in assoluto in ambito GSM.
Uno dei principali vantaggi per gli operatori è stato, invece, la possibilità di acquistare infrastrutture e attrezzature a costi resi bassi dalla concorrenza fra i produttori sullo standard comune imposto. Per contro, una delle limitazioni più serie è derivata dal fatto che le reti GSM impiegano la tecnologia di accesso radio di tipo TDMA, considerata meno avanzata ed efficiente rispetto alla concorrente tecnologia CDMA. Tuttavia le prestazioni effettivamente riscontrate sul campo non sono molto diverse tra loro.
Pur essendo lo standard in costante evoluzione, i sistemi GSM hanno sempre mantenuto la piena compatibilità (o retrocompatibilità) con le precedenti versioni.
Successivi sviluppi del GSM sono stati infatti il GPRS (2.5G), che ha introdotto la commutazione di pacchetto e la possibilità di accesso a Internet, e l'EDGE (2.75G) che ha incrementato ulteriormente la velocità di trasmissione del GPRS. Per utilizzare GPRS ed EDGE, che attualmente convivono con il GSM, la rete GSM necessitava di un upgrade software di alcuni apparati e di poche modifiche hardware, cosa che ha reso questi nuovi standard particolarmente appetibili per le compagnie di telefonia mobile, le quali hanno potuto implementare servizi di accesso a Internet affrontando costi nettamente inferiori rispetto all'UMTS (3G) che ha richiesto invece sostanziali modifiche agli apparati della rete GSM.

### Servizi offerti

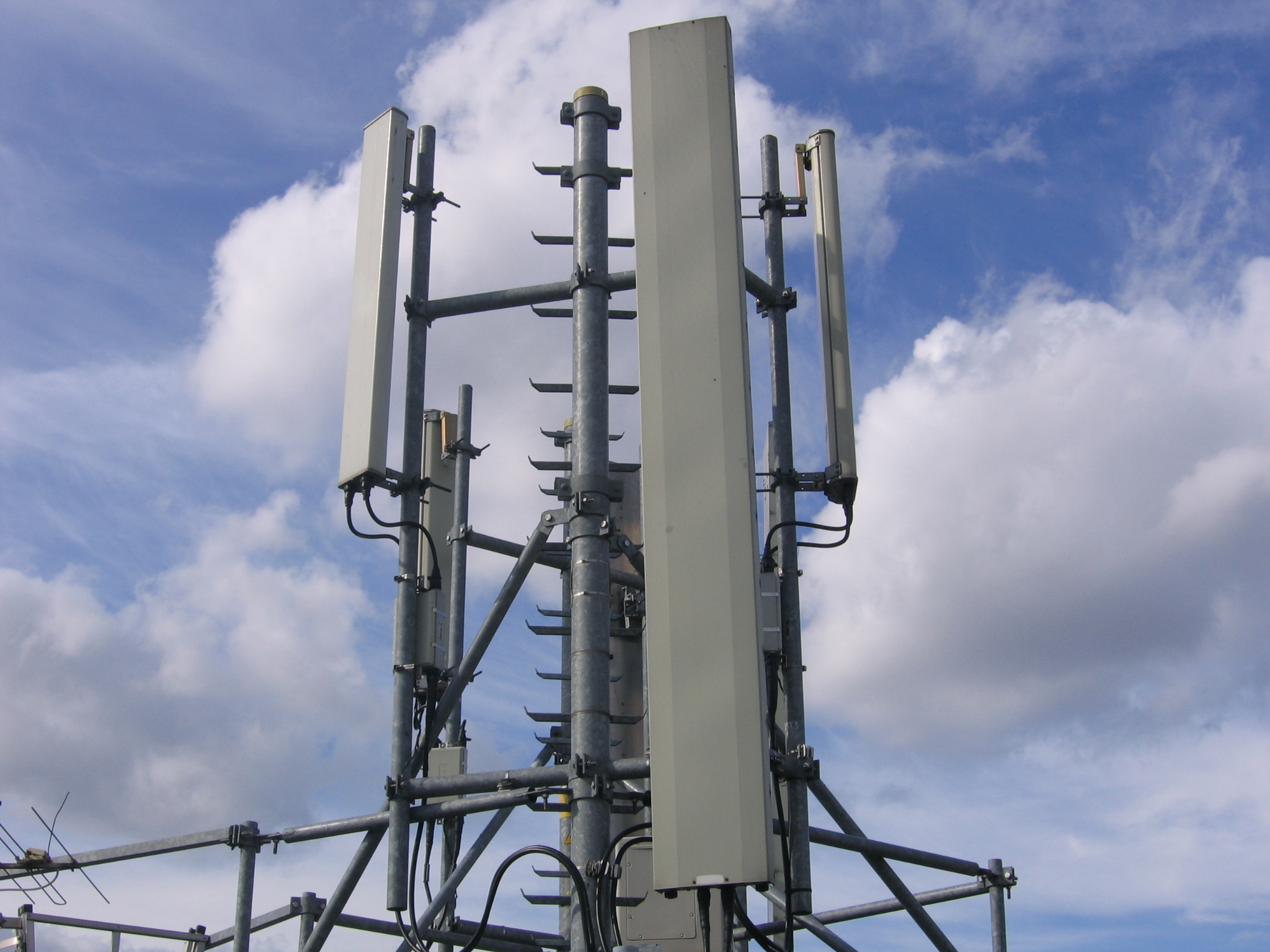
Una stazione radio base (BTS) GSM posizionata su un tetto

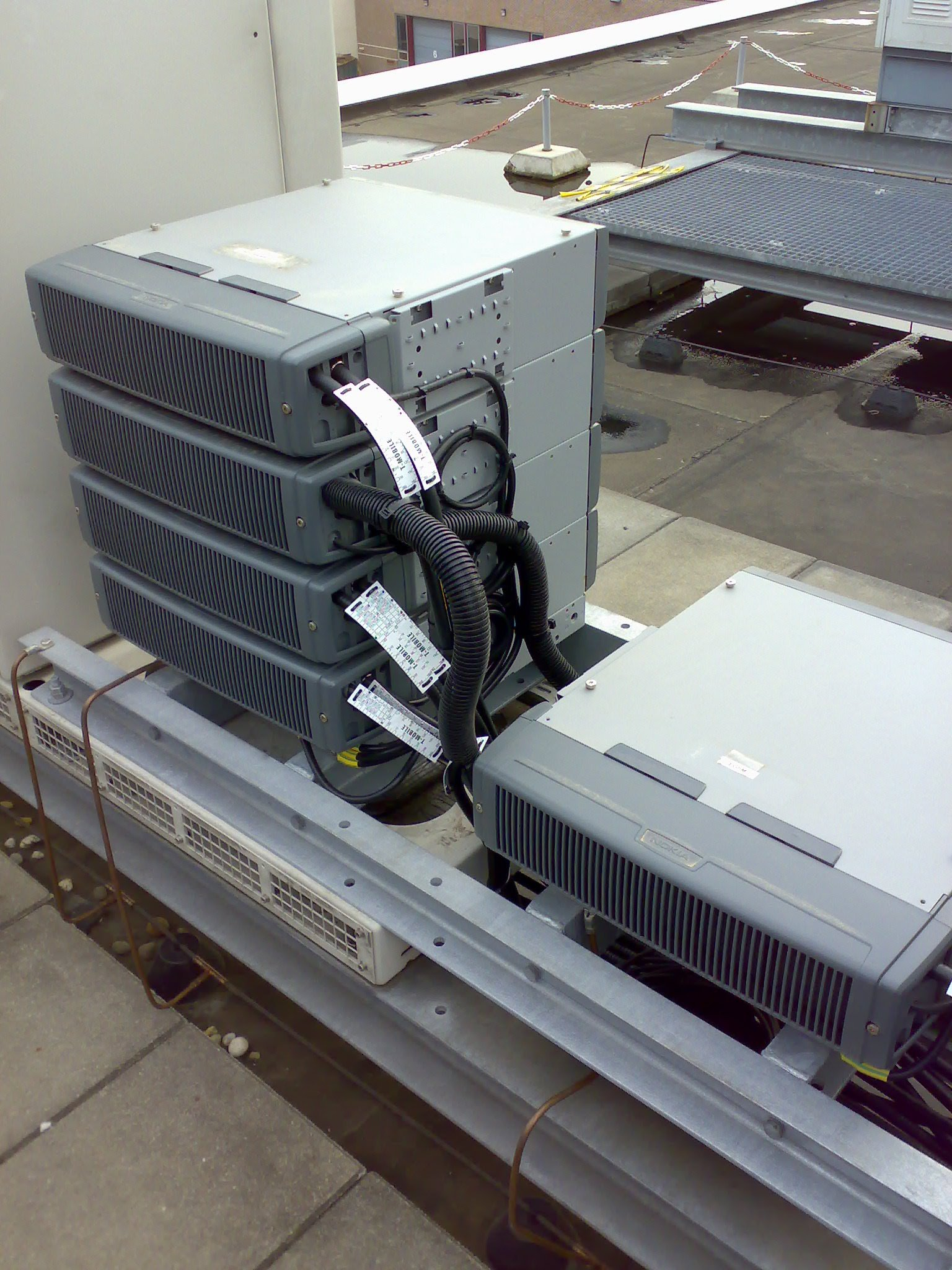
Trasmettitore GSM

Il servizio principale della rete GSM è chiaramente la comunicazione vocale. Con il tempo però sono stati implementati altri servizi importanti quali gli SMS e la comunicazione dati. Attualmente con le tecnologie GPRS/EDGE è possibile effettuare traffico a commutazione di pacchetto e utilizzare quindi un terminale GSM-GPRS/EDGE come modem per navigare sulla rete internet, scambiare file e immagini.
Negli ultimi anni lo standard GSM è stato esteso introducendo il protocollo di comunicazione ASCI (nell'ambito del sistema GSM-R). Tale protocollo di comunicazione è utilizzato soprattutto in ambito ferroviario e di protezione civile e permette di utilizzare particolari cellulari GSM come walkie-talkie.
A partire dal 2006 la rete GSM permette di utilizzare il protocollo Dual Transfer Mode (DTM): un altro aspetto innovativo della rete GSM che la rende sempre più vicina a quella UMTS. Con il DTM un cellulare può contemporaneamente chiamare e trasmettere dati a pacchetto. Il terminale DTM è quindi molto simile a un modem ADSL che permette di navigare in internet e di effettuare contemporaneamente telefonate. Questa nuova tecnologia rende tra l'altro possibile effettuare la videochiamata su rete GSM permettendo agli operatori telefonici di fornire servizi di terza generazione senza dover necessariamente migrare in toto sulla rete UMTS.

### Struttura della rete

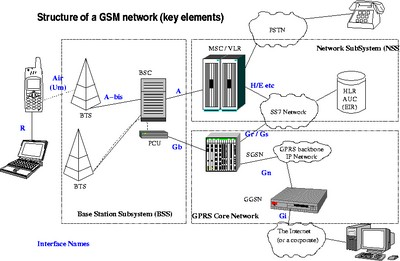
Struttura di una rete GSM

La struttura della rete che supporta il sistema GSM è vasta e complicata, perché deve essere in grado di fornire agli utenti tutta una serie di servizi e funzionalità. I componenti essenziali sono:
1. Mobile Stations: sono i terminali mobili a cui è destinato ogni servizio della rete.
2. Access Network: la rete d'accesso è di fatto il cuore dell'infrastruttura della rete cellulare rispetto alle reti di telecomunicazioni completamente cablate implementando la comunicazione radio tra il terminale mobile e la rete di trasporto interna. In particolare comprende la BTS (Base Transceiver Station) che è l'interfaccia radio con i terminali mobili e il BSC (Base Station Controller) che rappresenta il "cervello" della rete GSM, governando tutti gli aspetti del protocollo GSM e gestendo la comunicazione tra interfaccia radio e rete fissa.
3. Core Network: è l'interfaccia della rete fissa verso la rete cellulare. I due elementi fondamentali sono l'MSC (Mobile Switching Center) (interfaccia per gli aspetti legati alla commutazione di circuito - chiamate voce) e l'SGSN (l'interfaccia per gli aspetti legati alla commutazione di pacchetto - chiamate dati)

### Interfaccia radio
Come da protocollo per le reti cellulari l'intera banda radio disponibile ovvero assegnata al sistema è suddivisa tra le varie stazioni radio base con tecniche FDM/FDMA e riutilizzata rispettando vincoli sull'interferenza da celle limitrofe implementando il sistema sotto forma di cluster di celle.
Tipicamente in Europa le bande usate dalla rete GSM sono attorno a 900 e 1800 MHz, mentre negli Stati Uniti si usano le bande attorno a 850 e 1900 MHz. La molteplicità delle portanti usabili e l'evoluzione dei sistemi di trasmissione hanno fatto in modo che le celle possano presentare configurazioni multifrequenza (dual band). Questo fatto rappresenta l'unica limitazione in termini di interoperabilità tra rete cellulare e terminali mobili che solo in alcuni casi possiedono l'accesso di tipo tri band o anche quad band ovvero universale per tutti i sistemi GSM attualmente in uso al mondo.
In generale dunque le reti GSM al mondo lavorano in diversi range di frequenza e sono composte da un insieme di celle radio di varie dimensioni. Essenzialmente esistono quattro tipi di cella: macro, micro, pico e celle a ombrello. La copertura radio ottenibile con ciascun tipo di cella varia in funzione della particolare condizione ambientale circostante in termine di orografia, copertura di edifici, alberi, ecc. Nelle macro-celle l'antenna della stazione radio base è installata su un palo o traliccio, o su una struttura, posti sul tetto di un edificio, mentre nelle micro-celle l'antenna è installata a un livello più basso, situazione tipica delle aree urbane ad alta densità abitativa. Le pico-celle hanno dimensioni limitate, dell'ordine di poche dozzine di metri, e sono di solito usate in ambienti chiusi, mentre le celle a ombrello sono usate per assicurare la copertura di zone lasciate scoperte da celle più piccole, o nei gap fra una cella e l'altra. Le antenne di queste celle sono di solito installate sulla sommità degli edifici più alti, o su altre strutture molto elevate.
Le dimensioni delle celle di copertura variano in funzione dell'altezza dell'antenna, del guadagno dell'antenna stessa e delle condizioni di propagazione delle onde radio, da un minimo di circa 200 metri a un massimo di parecchie decine di chilometri. La massima distanza fra una stazione radio-base e un terminale è praticamente di 35 km, sebbene le specifiche del sistema GSM prevederebbero distanze anche doppie. Il limite all'aumento della distanza non è però dettato dalla potenza in trasmissione (come accadeva nei sistemi TACS ormai obsoleti), bensì dalla difficoltà di centrare il cosiddetto timeslot overlap (dove il timeslot è il tempo allocato per ciascuna chiamata) quando il terminale si trova a grande distanza dalla stazione radio-base. Infatti i canali TDMA consentono una tolleranza di temporizzazione di poco più di 100 microsecondi: ciò significa che il segnale tra BTS e terminale mobile non può impiegare un tempo superiore a propagarsi, pena l'overlap tra canali. Poiché le onde elettromagnetiche percorrono un chilometro in 3,2 microsecondi circa, la massima distanza risulta essere appunto di 100/3,2 = circa 31 km.
Per la comunicazione radio di accesso fra stazione radio base e terminali mobili il GSM utilizza invece la tecnologia TDMA (Time Division Multiple Access) basata su una coppia di canali radio in full-duplex, con frequency hopping fra i canali (letteralmente saltellamento di frequenza, tecnologia che consente a più utenti di condividere lo stesso set di frequenze cambiando automaticamente la frequenza di trasmissione fino a 1 600 volte al secondo). SDMA e FDMA sono altre due tecnologie usate.
La funzione di modulazione numerica (la GMSK) si basa su una versione modificata dell'algoritmo detto Gaussian shift-key modulation (modulazione a spostamento di fase). Questo tipo di modulazione consente di ridurre il consumo delle batterie perché codifica le informazioni variando la frequenza della portante, anziché la sua ampiezza, come avviene in altri tipi di modulazione. Ciò consente agli amplificatori di segnale di essere pilotati a potenza maggiore senza causare distorsioni del segnale, realizzando così quella che si definisce una buona power efficiency. Tuttavia il risultato finale è che ciascun utente occupa una larghezza di banda più ampia, e che quindi, a parità di numero di utenti, è necessario uno spettro di frequenze più largo rispetto a quello necessario quando si impiegano altri tipi di modulazione (bassa spectral efficiency).
Il GSM, come sopra accennato, supporta anche le chiamate in ambienti chiusi. La copertura in ambienti interni può essere realizzata mediante piccoli ripetitori che inviano il segnale dall'antenna esterna a un'antenna interna separata. Quando tutta la capacità, in termini di connessioni, deve essere concentrata in un unico ambiente al coperto, come ad esempio in centri commerciali, aeroporti, ecc., si adotta solitamente la soluzione di un'antenna ricevente installata direttamente all'interno dell'edificio. In aree urbane densamente popolate la copertura radio all'interno degli edifici è assicurata dalla penetrazione del segnale radio, senza la necessità di installare ricevitori interni.
| Banda   | Nome      | Canale     | Uplink (MHz)    | Downlink (MHz)  | Note |
| GSM 400 | GSM 400   | ++ - ++    | 450,4 - 457,6   | 460,4 - 467,6   | Utilizzato in Africa, ecc.                                                                                       |
| GSM 850 | GSM 850   | 128 - 251  | 824,0 - 849,0   | 869,0 - 894,0   | Utilizzato in USA, Sudamerica e Asia.                                                                            |
| GSM 900 | P-GSM 900 | 1-124      | 890,0 - 915,0   | 935,0 - 960,0   | La banda con cui è nato il GSM e la più diffusa nel mondo                                                        |
| GSM 900 | E-GSM 900 | 975 - 1023 | 880,0 - 890,0   | 925,0 - 935,0   | GSM esteso, estensione del GSM 900                                                                               |
| GSM 900 | R-GSM 900 | n/a        | 876,0 - 880,0   | 921,0 - 925,0   | GSM ferroviario (GSM-R), viene utilizzato dalle compagnie ferroviarie europee per le comunicazioni in movimento. |
| GSM1800 | GSM 1800  | 512 - 885  | 1710,0 - 1785,0 | 1805,0 - 1880,0 | |
| GSM1900 | GSM 1900  | 512 - 810  | 1850,0 - 1910,0 | 1930,0 - 1990,0 | Utilizzato in Nordamerica, è incompatibile con il GSM-1800 in quanto le frequenze si sovrappongono.              |

### Modulo di identificazione utente (SIM card)

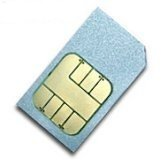
SIM card di telefoni GSM

Uno dei componenti più importanti e distintivi del sistema GSM è la cosiddetta SIM, acronimo di Subscriber Identity Module, detta anche SIM card. La SIM card è una smart card su cui sono memorizzati i dati descrittivi dell'abbonato, compreso il numero di telefono, e che ha la funzione principale di fornire autenticazione e autorizzazione all'utilizzo della rete. Trasferendo la SIM card da un telefono all'altro è possibile mantenere tutte le informazioni relative all'abbonamento. Inoltre l'abbonato può anche cambiare operatore, mantenendo lo stesso telefono, semplicemente cambiando SIM card. Alcuni operatori, per contro, inibiscono questa funzionalità, e consentono l'uso di una sola SIM card su ogni terminale (a volte quella emessa da loro stessi): questa pratica, illegale in alcuni paesi, è chiamata SIM locking. Negli USA, la maggior parte degli operatori bloccano i terminali da loro venduti. Il motivo risiede nel fatto che il prezzo del terminale è in gran parte sovvenzionato dai profitti dell'abbonamento, e quindi gli operatori cercano di evitare di favorire i concorrenti in caso di migrazione. Gli abbonati hanno il diritto di chiedere di rimuovere il blocco dietro pagamento di una tariffa (cosa che a volte gli operatori fingono di ignorare), o utilizzare altri mezzi privati per rimuovere il blocco, come il download da internet di appositi software. Alcuni operatori USA, come ad esempio la T-Mobile, rimuovono gratuitamente il blocco se l'abbonato ha depositato una cauzione per un certo periodo. Nella maggior parte dei paesi la rimozione del blocco non è considerata illegale. In Italia è previsto lo sblocco a pagamento dopo 9 mesi e gratuito dopo 18 mesi.

### Sicurezza

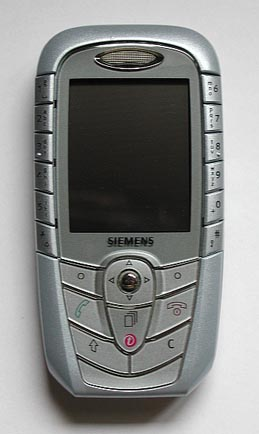
Un cellulare GSM del 2004

Le specifiche di progetto iniziali del GSM prevedevano un livello di sicurezza relativamente basso, utilizzando un sistema di crittografia parzialmente condiviso per autenticare l'utente. La comunicazione fra l'utente e la stazione radio-base può essere a sua volta cifrata. Per cifrare la comunicazione, esiste una scelta di algoritmi in alternativa. La comunicazione fra stazione radio base e resto della rete non è protetta.
La prima notizia sulla possibilità di violare il GSM risale al 2003 quando un gruppo di ricercatori del Techion Institute of Technology di Haifa scoprì un errore nel sistema di crittografia usato per queste comunicazioni e riuscì a sfruttarlo per intercettare una telefonata.
Il protocollo GSM effettua prima dei controlli di qualità sui dati trasmessi, per eliminare eventuali interferenze, e solo in un secondo momento, effettua la cifratura. La cifratura è una fase onerosa dal punto di vista delle risorse informatiche richieste, e che può rallentare l'avvio della comunicazione e la ricezione del segnale, a conversazione iniziata.
Durante l'analisi delle interferenze, una notevole mole di dati viene filtrata ed eliminata. Invertire le operazioni ed effettuare la cifratura prima dei controlli dei dati, significa sottoporre a cifratura anche quella mole di bit che successivamente sarà scartata dal sistema, con un notevole aggravio del carico di lavoro, penalizzante per il livello di servizio della telefonia mobile.
Nella prima fase, i dati viaggiano "in chiaro" e sono facilmente accessibili a tutti. Intercettazioni di questo tipo equivalgono ad attacchi informatici del tipo man in the middle.
Prima del 2003, molti esperti ritenevano che il GSM fosse una rete che offre eccellenti garanzie di sicurezza. Alcuni operatori investivano per sviluppare funzionalità di pagamento tramite cellulare, per usarlo come una normale carta di credito.
I cosiddetti algoritmi A5/1 a 64 bit e A5/2 stream cipher proteggono la comunicazione fra telefono e BTS. L'algoritmo A5 è ormai giunto alla terza versione, ma non è stato ancora risolto il baco scoperto dai ricercatori israeliani nel 2003. Inoltre chiavi crittografiche di 64 bit sono oggi ritenute inadeguate, in relazione ai ridotti costi e tempi di azione della potenza di calcolo disponibile per attacchi di tipo brute force, e in rapporto alla vita utile delle informazioni da proteggere.
L'onerosità degli algoritmi di cifratura, in termini di risorse e rallentamento della comunicazione, potrebbe non giustificare l'adozione massiva nelle reti GSM degli standard di sicurezza previsti per la gestione dei pagamenti e per le transazioni on-line, tenendo conto che non esiste un sistema informatico inviolabile e una sicurezza assoluta. Particolari esigenze di tutela della privacy, potrebbero essere soddisfatte installando il protocollo direttamente sui terminali finali.
L'A5/1 è un algoritmo che garantisce un maggior livello di protezione, ed è quello usato prevalentemente in Europa, mentre l'A5/2, usato in molti altri paesi, permette un minor livello di protezione. Comunque entrambi i sistemi di crittografia si sono rivelati vulnerabili, tanto che sono stati previsti meccanismi automatici di cambio dell'algoritmo in caso di necessità.
Nel 2002 il gruppo SAGE (Security Algorithms Group of Experts) dell'ETSI ha sviluppato un nuovo algoritmo di stream cipher denominato A5/3 e basato sull'algoritmo KASUMI. Anche se nel dicembre 2009 è stato pubblicato un related key attack a KASUMI, al momento non si ritiene che ci siano immediati problemi di sicurezza; ciò nonostante è in discussione l'eventuale definizione di un algoritmo A5/4, basato sull'algoritmo di cifratura SNOW 3G, già sviluppato per LTE.
Nel dicembre 2004 il 3GPP, per risolvere i gravi problemi di sicurezza derivanti dalla presenza dell'algoritmo A5/2 all'interno dei telefoni, ha deciso che i telefoni GSM di Release 6 non supporteranno più quest'algoritmo. Un telefono di Release 6 supporterà gli algoritmi A5/1, A5/3 e la non cifratura, denominata anche A5/0.
Se le esigenze di sicurezza lo richiedono, è possibile installare sul proprio cellulare un programma di cifratura addizionale. Tuttavia questa soluzione richiede che il programma sia installato sul cellulare sia del mittente sia del destinatario, il quale altrimenti riceverebbe un segnale ancora cifrato e incomprensibile. Esistono programmi scritti in linguaggio Java, compatibili quindi con molti modelli, sia col sistema operativo Microsoft Windows 5 sia con i cellulari, come il Nokia, che usano il sistema Symbian. Generalmente, si ha una prima fase con crittografia a chiave asimmetrica per lo scambio di una chiave di sessione, e in seguito, la comunicazione segue una cifratura a chiave simmetrica. Al termine della conversazione, la chiave di sessione viene eliminata.

## Mercato, situazione e prospettive
Il GSM è stato di gran lunga il sistema di telefonia mobile più diffuso al mondo, con una quota di mercato del 70%. Il suo principale concorrente, il sistema CDMA2000, è usato soprattutto negli Stati Uniti, e se ne prevede una lenta diffusione anche in altri paesi come tecnologia di transizione verso lo standard 3G, soprattutto se la tecnologia WCDMA non si rivelerà del tutto soddisfacente. Nel momento in cui i sistemi WCDMA cominceranno ad affermarsi, a partire dalle zone ad alta densità di insediamento, il ritmo di espansione del GSM potrebbe rallentare. Comunque non si prevede che ciò avvenga nell'immediato futuro. L'azienda di telecomunicazioni AT&T ha dichiarato che entro il 2017 le linee GSM ed EDGE americane verranno spente per favorire l'afflusso dell'utenza sulle reti UMTS e LTE. Attualmente non si sa cosa accadrà negli altri continenti.
| Operatore             | Africa     | America Latina | Asia e Oceania | Europa orientale | Europa occid. | Medio Oriente | America sett. | Totale      |
| --------------------- | ---------- | -------------- | -------------- | ---------------- | ------------- | ------------- | ------------- | ----------- |
| China Mobile          | 0          | 0              | 186 420 020    | 0                | 0             | 0             | 0             | 186 420 020 |
| Vodafone              | 13 988 791 | 0              | 29 673 242     | 12 562 852       | 93 763 522    | 0             | 22 778 226    | 172 766 633 |
| China Unicom          | 0          | 0              | 129 345 000    | 0                | 0             | 0             | 0             | 129 345 000 |
| América Móvil         | 0          | 86 743 094     | 0              | 0                | 0             | 0             | 6 024 570     | 92 767 664  |
| Deutsche Telekom      | 37 378     | 0              | 0              | 12 162 302       | 44 983 870    | 0             | 21 690 000    | 78 873 550  |
| France Télécom        | 5 744 254  | 1 603 520      | 449 005        | 15 966 698       | 49 706 604    | 264 352       | 0             | 73 734 433  |
| Telefónica            | 1 196 988  | 45 651 955     | 0              | 0                | 23 186 663    | 0             | 0             | 70 035 606  |
| MTS                   | 0          | 0              | 0              | 59 093 200       | 0             | 0             | 0             | 59 093 200  |
| NTT docomo            | 0          | 0              | 51 126 929     | 0                | 0             | 0             | 0             | 51 126 929  |
| Telecom Italia Mobile | 0          | 19 718 534     | 0              | 0                | 29 827 300    | 0             | 0             | 49 545 834  |